# Коктейльный соус

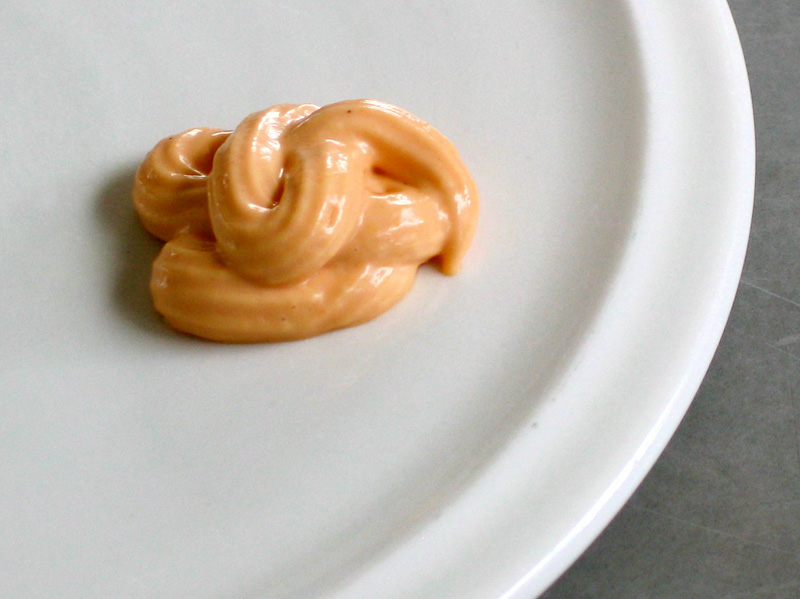
Коктейльный соус

Коктейльный соус — холодный соус, обычно на основе майонеза с добавлением томатного пюре. Предназначен преимущественно для заправки закусочных салат-коктейлей с ракообразными.
Коктейльный соус по составу и виду похож на американский соус фрай и британский соус мари роуз с кетчупом или аргентинский соус гольф с томатами. Он может также содержать хреновый соус, вустерский соус и соус табаско, нередко даже все три. В испанской кухне обычно именуется «розовым соусом», в сокращении от британского названия. Смешивать майонез и томатную пасту практиковали ещё кулинары XIX века, но моду на коктейльный соус к креветкам популяризовали в отеле «Невада» в Лас-Вегасе в 1950-х годах.
Коктейльный соус сервируют также к холодным блюдам из мяса, птицы, рыбы, омарам, устрицам, сыру и яичным блюдам. Готовые коктейльные соусы поступают в розничную торговлю как кулинарные полуфабрикаты.